# Tamba gensanalis
Tamba gensanalis là một loài bướm đêm trong họ Noctuidae.